# 古賀良彦 (放射線科医)
古賀 良彦（こが よしひこ、1901年7月24日 - 1967年6月29日）は、日本の医学者、教育者。

## 経歴
1901年（明治34年）、福岡県朝倉郡大福村（現・朝倉市）に生まれる。福岡県立朝倉中学校には、実家（乳業家）の手伝いとして牛乳配達を続けながら通い、熊本市にあった第五高等学校、さらに九州帝国大学に進学した。1927年（昭和2年）に同大医学部を卒業。内科教室に入局後に医療分野における放射線研究を始め、博士号を取得。東北大学に異動した。
東北大学でも放射線研究を続け、1936年（昭和11年）には同大電気工学科教授の抜山平一と共同で、心臓の鼓動に合わせてX線撮影（単純X線撮影）を行う技術を開発。さらに1943年（昭和18年）には胸部X線間接撮影法を開発（同年ブラジルのde Abreuも独立して開発）、第1回技術院賞を受賞した。胸部X線撮影は普及に時間はかかったものの、第二次世界大戦後、集団検診に利用されて結核患者の早期発見に大きく貢献した。
1964年（昭和39年）、久留米大学の強い要請を受け、第4代学長に就任。1967年（昭和42年）に死去後、従三位勲二等瑞宝章が贈られた。

## 家族
- 古賀佑彦 - 古賀良彦の次男。父親と同じく放射線医の道を歩んだ[5]。

## 著作
- 『放射線医学』高橋信次との共著 南山堂 1965年
- 『放射線診断学』入江英雄との共編 南山堂 1967年